# Scotty Hopson
Pour les articles homonymes, voir Hopson.
Brian Scott « Scotty » Hopson, né le 8 août 1989 à Hopkinsville au Kentucky, est un joueur américain de basket-ball évoluant aux postes d'arrière et ailier.

## Biographie
Le 14 février 2019, il signe un contrat de dix jours avec le Thunder d'Oklahoma City. Il n'est pas prolongé par la suite.
Fin décembre 2021, il signe à nouveau un contrat de dix jours en faveur du Thunder d'Oklahoma City.
En avril 2022, il rejoint le Dynamo Lebanon Club.